# Цзюйнань
Цзюйна́нь (кит. упр. 莒南, пиньинь Jǔnán, буквально: «южная часть уезда Цзюйсянь») — уезд городского округа Линьи провинции Шаньдун (КНР).

## История
Когда в 1937 году началась война с Японией, эти земли быстро оказались под японской оккупацией. Действующие в японском тылу партизаны-коммунисты стали создавать свои органы управления, чьи зоны ответственности не совпадали с существовавшими до войны границами административных единиц. В 1940 году такая структура была создана в южной части уезда Цзюйсянь. С 1 января 1941 года её зона ответственности стала называться уездом Цзюйнань.
В августе 1945 года в уезде Цзюйнань коммунистами было основано собственное правительство провинции Шаньдун.
В 1950 году в составе провинции Шаньдун был образован Специальный район Ишуй (沂水专区), и уезд Цзюйнань вошёл в его состав. В июле 1953 года Специальный район Ишуй был расформирован, и уезд перешёл в состав Специального района Линьи (临沂专区). В 1967 году Специальный район Линьи был переименован в Округ Линьи (临沂地区).
Указом Госсовета КНР от 17 декабря 1994 года были расформированы Округ Линьи и городской уезд Линьи, а вместо них был образован городской округ Линьи.

## Административное деление
Уезд делится на 1 уличный комитет и 15 посёлков.